# 佐々木柚奈
佐々木 柚奈（ささき ゆな）は、日本の漫画家。女性。

## 来歴・人物
「Cheese!」で執筆ののち、『モバフラ』（同）を中心に執筆。

## 作品リスト

### 連載・シリーズ
- いちごトラップ〜ストロベリーsex〜
- 甘濡れ♥eve
- Pinkの秘めゴト♡
- 君を誰にも渡さない
- 恋愛心中（『モバフラ』）
- 眠り姫〜夢みるように恋してる〜（『モバフラ』）
- 恋心にひざまずく僕ら（『モバフラ』）
- 殉愛のリリス（『モバフラ』）
- 禁断心中（『モバフラ』）
- DTの俺が。（『モバMAN』）
- 社長とあんあん♡（『モバフラ』）
- イイ子だねご褒美だよ（『モバフラ』2018年18号[3] - ）
- モザイクラブシャワー（『モバフラ』2022年2号[4] - 2022年41号[5]）
- AVごっこ（『モバフラ』2022年45号[6] - 2024年34・35合併号[7]）
- ハイスクール・オーラバスター・エンゲイジ（原作：若木未生、『フラコミlike!』2024年5月19日[8] - ） - 「佐々木柚奈＋可」名義[9]

### 読み切り
- 秘密〜blossom〜
- 甘い♥情事
- 五感★家庭教師
- 21cmのシンデレラ
- 真夏のすき。
- 恋の鎖
- Love Story〜初恋〜
- Love Story〜First birthday〜
- 指と唇と瞳のイジワル
- あたしのスーパーヒーロー♥
- キミは恋するために生まれてきた
- ♡Ψ♡な彼
- オトコノコの気持ち
- キミを好きになるなんて思わなかった
- 桜色Tears
- 刹那の恋
- 甘い地獄〜切ない時間〜
- ピアス
- 萌え♡MAX
- 萌えPOWER
- 恋姫の遺言
- 女子の秘密
- くびすじが感じる瞬間
- カワイイ女の10の条件
- 真夏のシンデレラ
- ちっちゃな恋の物語

### 書籍
- 『いちごトラップ〜ストロベリーsex〜』小学館〈Cheese!フラワーコミックス〉、2006年6月26日発売[10]、ISBN 4-09-130487-7
  - 「秘密〜blossom〜」併録。
- 『甘い♥情事』小学館〈Cheese!フラワーコミックス〉、2006年10月26日発売[11]、ISBN 4-09-130687-X
  - 「五感★家庭教師」「21cmのシンデレラ」「真夏のすき。」「恋の鎖」併録。
- 『甘濡れ♥eve』小学館〈Cheese!フラワーコミックス〉、2007年3月26日発売[12]、ISBN 978-4-09-130878-8
  - 「Love Story〜初恋〜」「Love Story〜First birthday〜」併録。
- 『Pinkの秘めゴト♡』小学館〈Cheese!フラワーコミックス〉、2007年9月26日発売[13]、ISBN 978-4-09-131199-3
- 『指と唇と瞳のイジワル』小学館〈Cheese!フラワーコミックス〉、2008年2月26日発売[14]、ISBN 978-4-09-131430-7
  - 「あたしのスーパーヒーロー♥」「キミは恋するために生まれてきた」「♡Ψ♡な彼」併録。
- 『オトコノコの気持ち』小学館〈Cheese!フラワーコミックス〉、2008年6月26日発売[15]、ISBN 978-4-09-131647-9
  - 「キミを好きになるなんて思わなかった」「桜色Tears」併録。
- 『君を誰にも渡さない』小学館〈Cheese!フラワーコミックス〉、2009年4月24日発売[16]、ISBN 978-4-09-132355-2
  - 「刹那の恋」「甘い地獄〜切ない時間〜」「ピアス」併録。
- 『萌えPOWER』小学館〈Cheese!フラワーコミックス〉、2009年4月24日発売[17]、ISBN 978-4-09-132366-8
  - 「萌え♡MAX」「未葉監修FC★取扱説明書」「恋姫の遺言」「女子の秘密」併録。
- 『恋愛心中』、小学館〈モバフラフラワーコミックス〉2009年[18] - 2010年[18]、全4巻
- 『眠り姫〜夢みるように恋してる〜』、小学館〈モバフラフラワーコミックス〉2010年[19] - 2011年[19]、全3巻
- 『恋心にひざまずく僕ら』小学館〈モバフラフラワーコミックス〉、2011年6月24日発売[20]、ISBN 978-4-09-133788-7
- 『くびすじが感じる瞬間』小学館〈モバフラフラワーコミックス〉、2011年11月25日発売[21]、ISBN 978-4-09-134104-4
  - 「カワイイ女の10の条件」「真夏のシンデレラ」「ちっちゃな恋の物語」併録。
- 『殉愛のリリス Das Hexen Haus』、小学館〈モバフラフラワーコミックス〉2011年[22] - 2014年[22]、全3巻
- 『禁断心中』小学館〈モバフラフラワーコミックスアルファ〉、2013年1月10日発売[23]、ISBN 978-4-09-135046-6
- 『DTの俺が。』小学館〈ビッグコミックス〉、2013年8月30日発売[24]、ISBN 978-4-09-185479-7
- 『社長とあんあん♡』、小学館〈モバフラフラワーコミックスアルファ〉2013年[25] - 2022年[26]、全22巻
- 『イイ子だねご褒美だよ』、小学館〈モバフラフラワーコミックスアルファ〉2019年[27] - 、既刊1巻（2019年2月8日現在）
- 『モザイクラブシャワー』、小学館〈モバフラフラワーコミックス〉2022年[28] - 2022年[29]、全3巻
- 『ハイスクール・オーラバスター・エンゲイジ』、小学館〈フラワーコミックス〉2025年 - 、既刊2巻（2025年7月25日現在）

### アンソロジー
- 『刀剣乱舞-ONLINE- アンソロジー 〜本丸爛漫日和〜』（2019年2月8日発売[30]、小学館） - 漫画[30]